# Entamoeba histolytica
Trùng kiết lị (Entamoeba histolytica) giống trùng biến hình, chỉ khác là chân giả rất ngắn và sinh sản nhanh hơn.Khi mắc bệnh kiết lị, mỗi bệnh nhân trung bình thải ra tới 300 triệu bào xác trùng kiết lị mỗi ngày.Ở môi trường tự nhiên, bào xác có thể tồn tại được 9 tháng, nó cũng có thể bám vào cơ thể con ruồi hoặc con nhặng để truyền qua thức ăn gây bệnh cho nhiều người. Đến đường ruột, trùng kiết lị chui ra khỏi bào xác, gây ra các vết loét ở niêm mạc ruột rồi nuốt hồng cầu ở đó để tiêu hóa chúng và sinh sản rất nhanh. Bệnh nhân đau bụng, đi ngoài, phân có lẫn máu và chất nhầy như nước mũi. Đó là triệu chứng bệnh kiết lị. Trùng kiết lị rất có hại cho con người.
Chúng ký sinh ở thành ruột con người và hủy hoại hồng cầu gây bệnh nguy hiểm cho con người.
Triệu chứng của bệnh, đó là:
1. Bệnh lị a-mip ruột thường gặp nhất, xảy ra do trùng kiết lị vào ruột vào nuốt hồng cầu ở đó. Bệnh nhân đau bụng âm ỉ, mơ hồ, tiêu chảy phân lỏng 1 vài lần rồi chuyển sang hội chứng lỵ (đau quặn bụng, mót rặn, tiêu phân đàm máu) số lần đi tiêu 5-15 lần, thường là không sốt hoặc đôi khi sốt nhẹ. Nếu điều trị không đúng, bệnh dễ tái phát và gây apxe gan
2. Bệnh lị a-mip gan biểu hiện ở dạng viêm gan, dẫn đến gan hóa mủ. Dấu hiệu của bệnh là đau hạ sườn phải lan lên vai, sốt cao, rung gan (+) ấn kẻ sườn (+). Gan hóa mủ có thể gây tràn mủ màng phổi và gây áp-xe phổi.

## Từ nguyên
Entamoeba Histolytica được đặt tên tiếng Latinh khi Fritz Schaudinn mô tả nó. Vào năm 1903, tuy rằng bản chất bệnh lý của sinh vật này đã được báo cáo từ năm 1875 bởi Lösch
- Ent nói đến môi trường đường ruột mà sinh vật này được tìm thấy.
- amoeba dùng để chỉ trùng biến hình.
- histolytica dùng để chỉ việc phá hủy mô của sinh vật này.

## Hình thể

Trùng kiết lị nuốt hồng cầu:
1. Trùng kiết lị; 2.Hồng cầu ở thành ruột; 3.Hồng cầu bị trùng kiết lị nuốt.

1. Thể hoạt động ăn hồng cầu (etamoeba histolytica histolytica): Kích thước 20-40 micromet. Ngoại bào chất có chân giả. Nhân tròn 4-7 micromet hat nhiễm sắc bám ở màng nhân, nhân thể ở giữa. Chuyển động khá nhanh
2. Thể hoạt động không ăn hồng cầu (etamoeba histolytica minuta): Kích thước 10-20 micromet. Chuyển động chậm
3. Thể bào nang (etamoeba histolytica cyst): Hình tròn 10-17 micromet, tế bào chất lấm tấm hạt mịn, có không bào, có từ 1-4 nhân, có cấu trúc nhân như thể hoạt động
4. Không có một hình dạng nhất định nào như trùng biến hình

## Thời gian tồn tại của trùng kiết lỵ
Thể bào nang của trùng kiết lỵ tồn tại lâu hơn ngoài môi trường, là thể lây nhiễm.  Các thể hoạt động có sức sống kém khi rời khỏi cơ thể, chết sau khoảng 2 giờ.  
Trong phân bệnh nhân mắc bệnh lỵ do Amip ký sinh (E.histolytica) có thể tìm được cả 3 thể. 
Chú ý: Lỵ có thể do amip hoặc trực khuẩn (vi khuẩn Shigella). 